# Libyan Airlines
Libyan Airlines (араб. الخطوط الجوية الليبية‎) — ливийская авиакомпания, базирующаяся в Триполи. Авиакомпания осуществляет регулярные пассажирские и грузовые перевозки в пределах Ливии и в Европу, Северную Африку и на Ближний Восток, большинство из которых отправляются из Международного аэропорта Триполи. Международный аэропорт Бенина в Бенгази служит вспомогательной базой. Libyan Airlines также осуществляют Хадж-услуги.
Компания является членом Арабской организации авиаперевозчиков и Международной ассоциации воздушного транспорта. Libyan Airlines принадлежит правительству Ливии.

## История

### Ранние годы

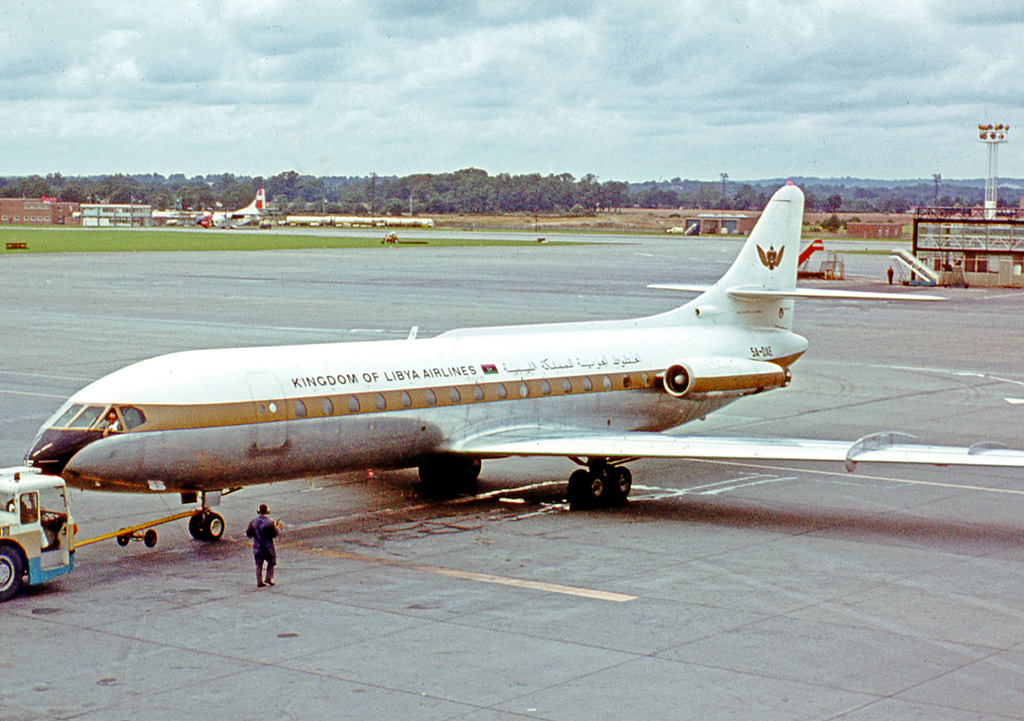
Sud Caravelle Kingdom of Libya Airlines в Аэропорту Гатвик, 1969 год.

История авиакомпании началась в сентябре 1964 году, когда авиакомпания Kingdom of Libya Airlines была создана в соответствии с законом No. 22. Авиакомпания находилась в государственной собственности и имела первоначальные инвестиции в размере 2 млн ливийских динар. Авиакомпания начала выполнять полеты в августе 1965 года на региональных маршрутах на Sud SE-210 Caravelle. После того, как перевозчик запустил рейсы по маршруту Триполи-Бенгази, ливийцы не разрешили иностранным компаниям, которые также летали по маршруту, работать по нему, чтобы позволить национальной авиакомпании расширяться. Поглощая операции Libavia и United Libya Airlines, международные рейсы из Бенгази и Триполи начались в октябре 1965 года, первоначально обслуживая Афины, Каир, Лондон, Мальту, Париж, Рим и Тунис.
В первые годы Air France предоставляла компании техническую помощь, KLM управляла продажами и бронированием, а BOAC заботилась о движении, финансах и коммуникациях. В марте 1966 года авиакомпания и ATI подписали соглашение об аренде самолётов Fokker F27 для ближнемагистральных маршрутов, которое вступило в силу 15 июня того же года. Третий Caravelle был заказан в 1968 году. В том же году TWA провела исследование, направленное на повышение производительности авиакомпании, и пришло к выводу, что использование пяти трехмоторных 138-местных реактивных самолётов и четырёх 60-местных винтовых самолётов будет самый подходящий выбор. В отчете сделан вывод, что аренда турбовинтовых F-27 была слишком дорогостоящей, и в 1969 году авиакомпания решила приобрести два новых самолёта у Fokker. Что касается реактивных самолётов, то были единственные варианты: Boeing 727 и Trident.

### Период правления Каддафи

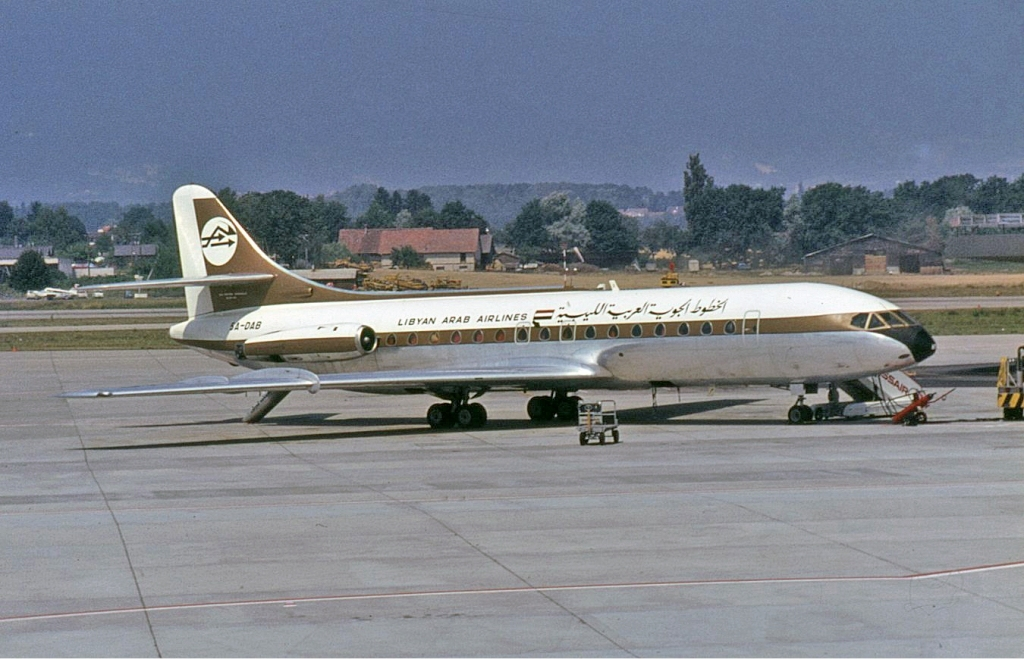
Sud Aviation Caravelle Libyan Arab Airlines в Аэропорту Женевы, 1971 год.

После государственного переворота 1969 года 1 сентября авиакомпания была переименована в Libyan Arab Airlines, или Jamahiriya Libyan Air Lines. Компания приостановила свою деятельность на две недели после переворота. Поскольку Бейрут и Женева уже были частью маршрутной сети к марту 1970 года, девять международных пунктов назначения уже обслуживались. В августе 1970 года Libyan Arab Airlines заказали два Boeing 727-200 за 14 миллионов долларов США. Эти два самолёта вошли в состав флота к маю 1971 года вместе с тремя Caravelle и двумя Fokker F27. Шесть Fokker F27 — четыре Mk600 и два Mk400 — были приобретены в апреле 1974 года, а в мае того же года были заказаны ещё три Boeing 727-200, предназначенные для замены Caravelles. В 1975 году Libyan Arab Airlines стала единственным оператором в стране. Кроме того, правительство обязалось ежемесячно списывать их долги с компанией, и любые убытки, которые может понести авиакомпания, должны быть компенсированы государством. Также в 1975 году было поставлено шесть F27, заказанных в прошлом году, а заказ на трехместный Boeing 727 был частично выполнен, когда два из этих самолётов были включены в состав парка. К апрелю 1976 года парк насчитывал 12 самолётов, в том числе четыре Boeing 727, четыре Fokker F27-600, два Fokker F27-400 и два Falcon 20; ожидали поставки Boeing 727-200 и Boeing 737. Ещё два Boeing 727 были приобретены в мае 1976 года; в августе того же года авиакомпания приняла поставку Boeing 707-320C для использования правительством. По состоянию на апрель 1977 года в авиакомпании работало 1800 сотрудников; в это время выполнялись пассажирские и грузовые рейсы из Бенгази, Триполи и Себхи в Афины, Алжир, Бейрут, Каир, Касабланку, Дамаск, Джидду, Хартум, Лондон, Мальту, Париж, Рим, Тунис и Цюрих. В течение года были запущены маршруты Триполи — Франкфурт — Афины — Тунис — Касабланка и Бенгази — Рим — Лондон.

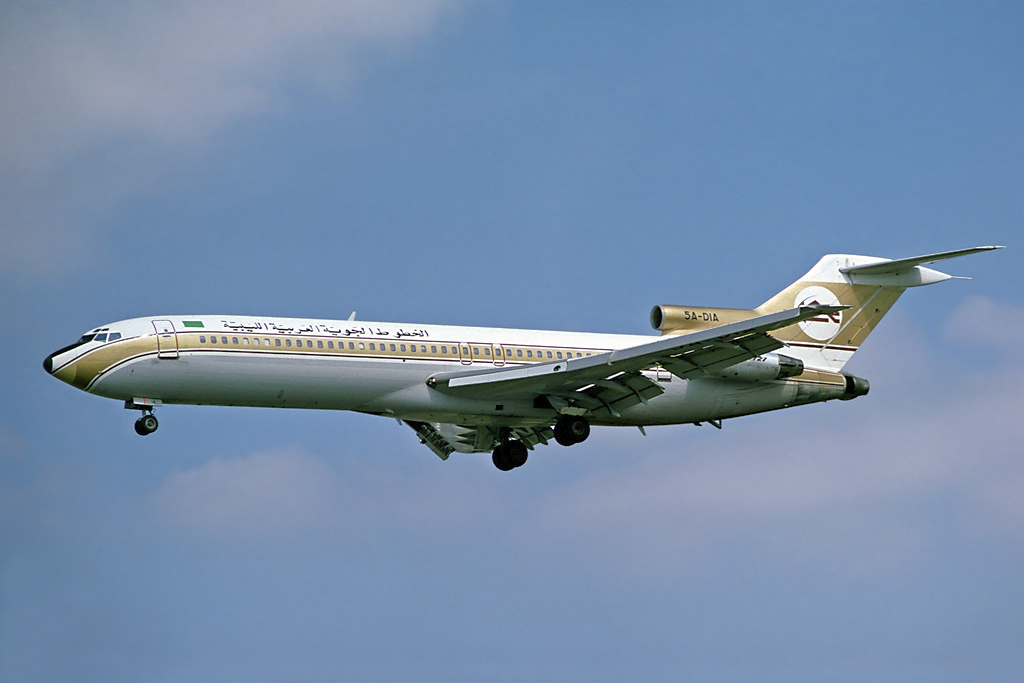
Boeing 727-200 Advanced Libyan Arab Airlines заходит на посадку в Аэропорту Хитроу, 1978 год.

Передача двух самолётов Boeing 727-200 Advanced, которые должны были быть доставлены в июне и июле 1978 года, была заблокирована из-за опасений, что Ливия поддерживает терроризм. Несмотря на то, что Госдепартамент США первоначально санкционировал приобретение трех Boeing 747 и двух Boeing 727 в марте следующего года, сделка была заблокирована в середине 1979 года из-за опасений, что ливийское правительство будет использовать этот самолёт для перевозки военной техники и персонала, так как это было подозрения, что Ливия сыграла роль в свержении Иди Амина в Уганде. Также в 1979 году была открыта грузовая дочерняя компания под названием Libyan Arab Air Cargo. В течение года Мадрид, Москва, София и Варшава были включены в список направлений авиакомпании.
К середине 1980 года количество сотрудников выросло до 2500, и к маршрутной сети были добавлены Амман, Белград, Котону, Стамбул и Ниамей; позже в том же году Карачи был включен в качестве пункта назначения. В мае 1981 года Libyan Arab Airlines заказала восемь 44-местных самолётов Fokker F27-600 на сумму более 17 миллионов фунтов стерлингов. В октябре того же года были заказаны десять самолётов Airbus — шесть Airbus A300 и четыре Airbus А310. В то время Airbus были оснащены силовыми установками General Electric (GE) или Pratt & Whitney (P&W), но авиакомпания заказала для них двигатели Rolls-Royce — чего раньше не делали, поскольку первые два производились в США, и действует запрет на предоставление Ливии технологий, которые могут быть использованы в военных целях. Заказ был, по крайней мере, частично отменен Airbus, поскольку ни GE, ни P&W не предоставили двигатели для четырёх A310 в книге заказов.

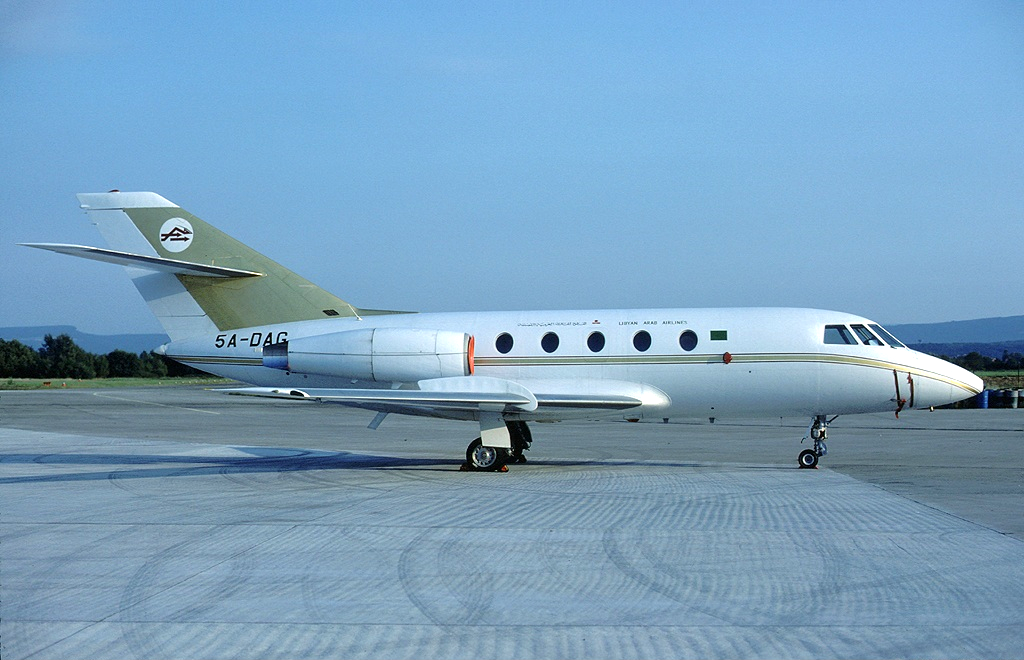
Mystère/Falcon 20C Libyan Arab Airlines в Аэропорту Базель-Мюлуз-Фрайбург, 1981 год.

С 1979 года компании удалось купить несколько стареющих самолётов американского производства, в том числе Boeing 707 и Douglas DC-8; многие из них были разобраны на запчасти или проданы. Три Fokker F28-4000 были куплены у Fokker в 1984 году. На март 1985 года флот состоял из четырёх Boeing 707 — двух −320B и двух −320C — 10 Boeing 727-200, 17 F27 — двух −400, одного −500 и 14. −600 и три Fokker F28-4000. Занятость в это время составляла 4500 человек; обслуживаемые направления: Алжир, Амман, Амстердам, Афины, Белград, Бенгази, Бухарест, Касабланка, Дамаск, Франкфурт, Стамбул, Джидда, Карачи, Кувейт, Ларнака, Лондон, Мадрид, Мальта, Милан, Москва, Париж, Рим, Себха, Сфакс , София, Триполи, Тунис, Вена, Варшава и Цюрих, а также обширная внутренняя сеть. Однако в этом году авиакомпании пришлось сократить большинство своих международных рейсов из-за эмбарго США, введенного в отношении страны. В 1986 году было введено в эксплуатацию ещё шесть F27-600. В течение года Libyan Arab Airlines удалось обойти экономическое эмбарго США в отношении страны, когда перевозчик через посреднические компании приобрел самолёт A310 с двигателем британской каледонской компании GE за 105 миллионов долларов США. . Из-за отсутствия запасных частей и неспособности Libyan Arab Airlines обслуживать двигатели GE в 1987 году авиакомпания продала эти два самолёта Air Algérie; на практике самолёты не продавались, а сдавались в аренду, и алжирская авиакомпания эксплуатировала эти два самолёта от имени Libyan Arab Airlines, но позже они отменили свое решение из-за опасений, что Соединенные Штаты примут меры против Air Algérie и две А310 были возвращены в Ливию. British Caledonian была оштрафована на 1 миллион долларов США (600 000 фунтов стерлингов) за участие в сделке, и Libyan Arab Airlines сохранил оба самолёта, а Swissair обучила ливийские экипажи тому, как управлять ими. Не имея возможности заказывать самолёты западного производства, авиакомпания перешла на советские авиаконструкторы, заказав в 1989 году три Ту-154М.
По состоянию на март 1990 года флот состоял из пяти Boeing 707-320C, десяти Boeing 727-200, трех Fokker F28-4000, 16 Fokker F27 (13-600, два −500 и один −400), четырёх Lockheed L-100-200 , 21 самолёт Ил-76 и пять Twin Otters. Ещё один недостаток коснулся авианосца после принятой в марте 1992 года резолюции 748 Совета Безопасности ООН вследствие того, что ливийское правительство якобы поддержало террористов, ответственных за взрывы самолётов рейса 103 Pan Am и Рейса 772 UTA. В резолюции было наложено торговое эмбарго. по Ливии, включая поставку новых самолётов или запасных частей, которые могли бы повысить военный потенциал страны, и Ливийским авиалиниям было отказано в каких-либо правах на посадку или пролёт третьих стран. Таким образом, все международные рейсы подошли к концу, и LAA могла работать только на внутренних направлениях.
В апреле 1999 года гражданские санкции против страны были сняты. Это произошло после того, как Ливия выдала двух мужчин, подозреваемых в причастности к взрыву в Локерби. В октябре того же года с Airbus было подписано письмо о намерениях на сумму 1,5 миллиарда долларов США, предназначенное для замены стареющего парка самолётов Boeing 707, 727 и Fokker F27; в него вошли Airbus A320, A330 и A340. Тот факт, что для этих самолётов были детали, произведенные в США, ещё раз помешал закрепить сделку, поскольку торговое эмбарго на страну, введенное в 1983 году, все ещё оставалось в силе, и Libyan Arab Airlines искала альтернативных производителей для приобретения новых самолётов для ремонта. Тем временем Airbus A310, арендованный у Air Djibouti, позволил Libyan Arab Airlines расширить полеты на Ближний Восток и Северную Африку, а Airbus A320 были взяты в аренду с обслуживанием у TransAer. Амман снова стал первым местом назначения за пределами страны. Флот и сеть маршрутов расширились, когда региональный перевозчик Air Jamahiriya был объединен с Libyan Arab Airlines в 2001 году. В 2006 году авиакомпания была переименована в Libyan Airlines. Авиакомпания проводит политику расширения, которая сосредоточена на европейских деловых и туристических клиентах. Новые направления, такие как Милан, Анкара, Афины и Мадрид, привели к созданию сети маршрутов, аналогичной той, которая существовала до торгового эмбарго 1992 года.

### После свержения Каддафи

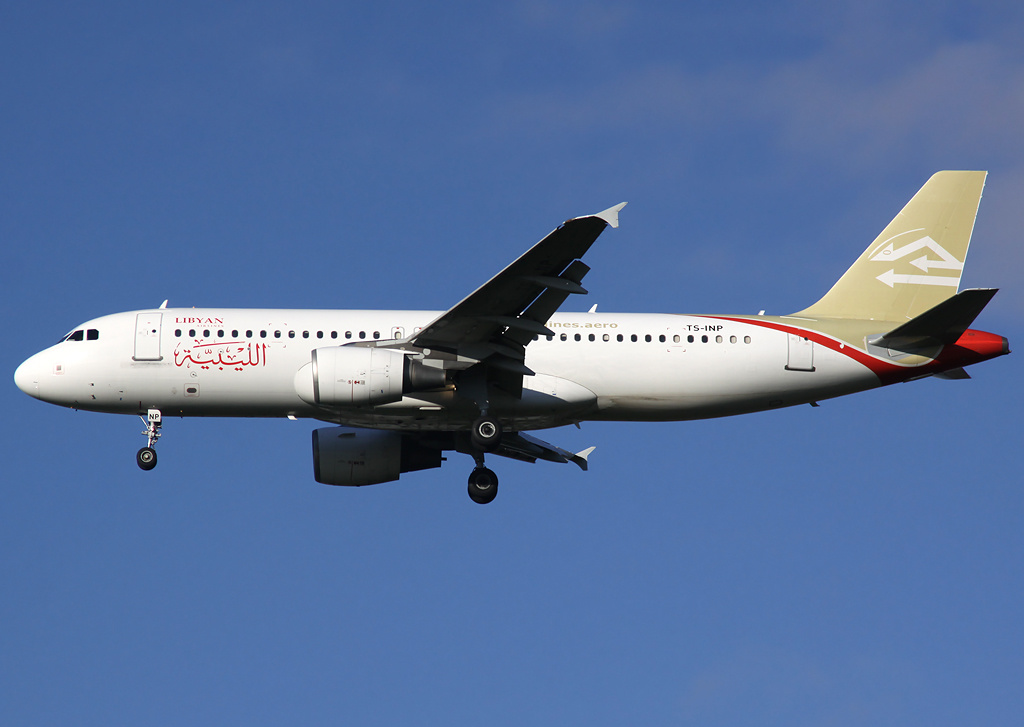
Зарегистрированный в Тунисе Airbus A320-200 в ливрее Libyan Airlines заходит на посадку в аэропорту Манчестера в 2012 году. Авиакомпания арендовала этот тип самолёта у Nouvelair для обслуживания европейских пунктов назначения во время запрета.

В результате гражданской войны в Ливии и образовавшейся бесполетной зоны над страной, установленной НАТО в соответствии с резолюцией 1973 Совета Безопасности ООН, все полеты авиакомпании Libyan Airlines были прекращены 17 марта 2011 года. В октябре того же года авиакомпания возобновила работу по маршруту Триполи — Каир.
В апреле 2012 года был введен запрет ЕС для всех перевозчиков, имеющих сертификат оператора, выданный в Ливии, на полеты в страны-члены ЕС. Авиакомпания была исключена из списка авиаперевозчиков, запрещенных в ЕС в декабре того же года, а также из последующего списка, опубликованного в июле 2013 года. Несмотря на это, по состоянию на июль 2013 года Libyan Airlines обслуживала европейский рынок воздушными судами с мокрым лизингом. Из-за того, что Управление гражданской авиации Ливии (LYCAA) добровольно выбрало запрет до тех пор, пока ливийские экипажи не пройдут повторную сертификацию. Добровольный запрет будет действовать до 2014 года. Ливийские перевозчики не были включены в версию от декабря 2013 года списка авиакомпаний, запрещенных в ЕС. Несмотря на информацию о несоблюдении LYCAA международных стандартов безопасности, что может привести к эффективному запрету, по состоянию на март 2014 года соглашение между ливийскими властями и ЕС о снятии запрета казалось вероятным, чтобы вступить в силу к середине 2014 года. Однако в декабре того же года все авиаперевозчики, имеющие сертификаты эксплуатанта, выданные в Ливии, были либо запрещены, либо подвергались ограничениям в их полетах в европейское воздушное пространство.

## Корпоративные связи

### Собственность и структура
Компания на 100 % принадлежит правительству Ливии. С 31 июля 2007 года Libyan Airlines вместе с Afriqiyah Airways является дочерней компанией государственной ливийской холдинговой компании Afriqiyah Aviation Holding Company (LAAHC).
По состоянию на июль 2013 года должность генерального директора занимал Халед Бен Алева.

### Бизнес-тенденции
Годовые отчеты авиакомпании не публикуются. В отсутствие таковых основными источниками тенденций являются пресса и отраслевые отчеты.
|                                      | 2008 | 2009 | 2010 | 2011  | 2012  |
| ------------------------------------ | ---- | ---- | ---- | ----- | ----- |
| Оборот (млн долл)                    |      |      |      |       |       |
| Прибыль (млн долл)                   |      |      |      |       |       |
| Количество пассажиров (млн)          |      |      |      |       | 1.2   |
| Количество самолётов (на конец года) |      |      |      | 6     |       |
| Примечания / источники               |      |      |      | [ 1 ] | [ 2 ] |

### Предлагаемое слияние с Afriqiyah Airways
31 июля 2007 года Libyan Airlines вместе с Afriqiyah Airways стала дочерней компанией государственной ливийской холдинговой компании Afriqiyah Aviation Holding Company (LAAHC). LAAHC принадлежит Ливийскому национальному социальному фонду (30 %), Ливийской национальной инвестиционной компании (30 %), Ливийско-африканскому инвестиционному фонду (25 %) и Ливийской компании иностранных инвестиций (15 %). 21 сентября 2010 года было объявлено, что две авиакомпании, которые уже начали обширное совместное использование кодов и создали совместные службы наземного обслуживания, технического обслуживания и питания, должны были объединиться к ноябрю того же года, однако позже это было отложено на неопределенный срок.
Предлагаемая приватизация и слияние с Afriqiyah Airways также были отложены, несмотря на то, что первоначально планировалось, что они вступят в силу в ноябре 2010 года. Позднее ожидалось, что два авиаперевозчика объединятся в конце 2011 года, однако арабская весна и бедная организация вынудили эту сделку откладываться ещё много раз. Обе авиакомпании должны объединиться к первой половине 2013 года, по словам нынешнего временного министра транспорта Ливии Юсефа эль-Ухеши — через 12-13 месяцев после возобновления переговоров в марте 2012 года. Успешное слияние перевозчиков зависит от способности правительства сократить расходы как на рабочую силу, так и на заработную плату, которые могут соперничать с европейскими перевозчиками по размеру.

## Флот

### Последние достижения

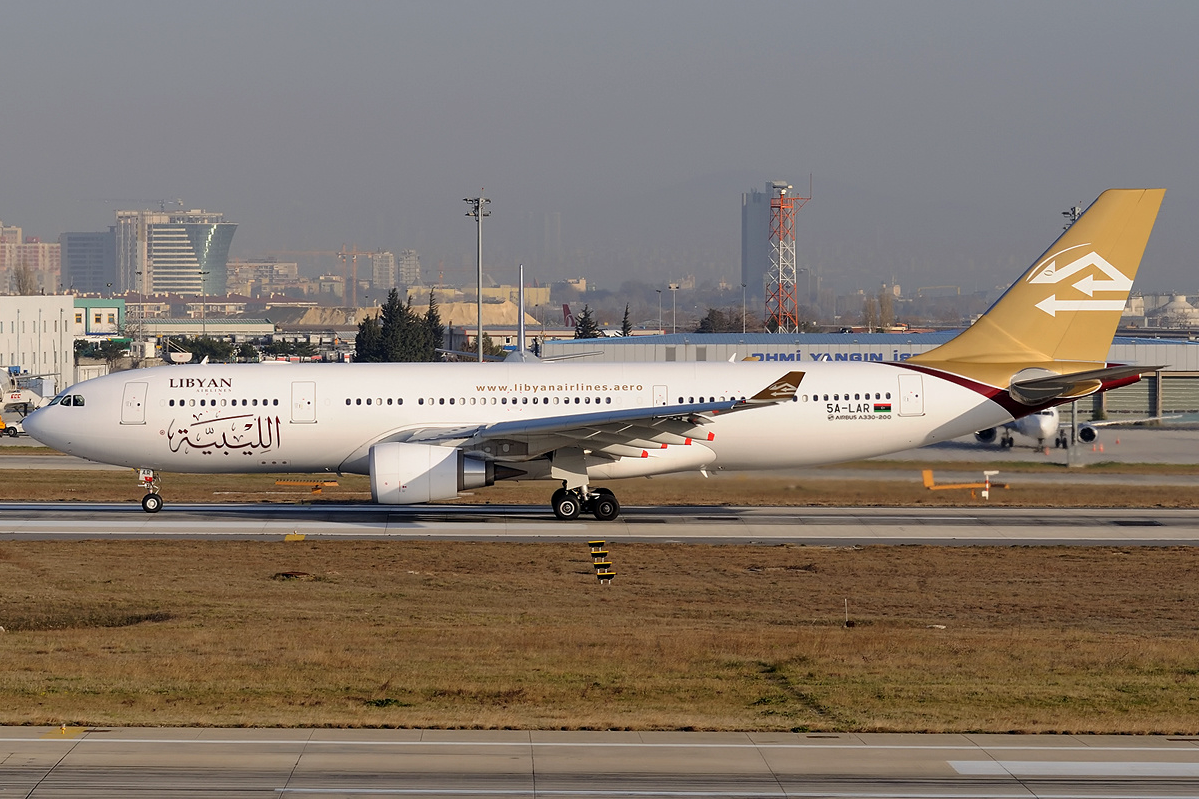
Airbus A330-200 Libyan Airlines в Аэропорту Ататюрка, Стамбул, 2013 год.

В целях модернизации и расширения своего флота Libyan Airlines разместила несколько заказов у производителей самолётов. В июне 2007 года на Парижском авиасалоне перевозчик подписал меморандум о взаимопонимании (MOU) с Airbus по 15 новым самолётам, включая четыре Airbus A350-800, четыре Airbus A330-200 и семь A320; Меморандум о взаимопонимании был преобразован в твердый заказ в декабре того же года в рамках сделки на сумму около 2 миллиардов долларов США. Также в июне 2007 года Libyan Airlines разместила заказ на три Bombardier CRJ-900 на сумму 108 миллионов долларов США и выбрала опцион на ещё два самолёта этого типа; при приблизительной стоимости 76 миллионов долларов США этот опцион был исполнен в январе 2008 года. В том же месяце был размещен заказ на четыре Airbus A350-800.
В сентябре 2010 года компания Libyan Airlines получила первый из семи самолётов Airbus A320, заказанных в 2007 году. В октябре 2010 года, когда пять самолётов CRJ-900 уже находились в эксплуатации, ещё три самолёта этого типа были заказаны на сумму 131,5 миллиона долларов США, и ещё три были взяты на эксплуатацию. по опции. В конце июня 2013 года авиакомпания получила первый Airbus A330, став новым заказчиком этого типа. Второй A330 был введен в эксплуатацию месяц спустя. В январе 2014 года заказ A350-800 был переведен на модель −900 с добавлением ещё двух самолётов более крупного варианта.

### Уничтожение самолетов в Аэропорту Триполи
В июле 2014 года, на фоне ливийского конфликта 2014 года, столкновения между антагонистическими силами, пытавшимися получить контроль над международным аэропортом Триполи, повредили или уничтожили несколько самолётов, припаркованных в аэропорту, в том числе принадлежащих Afriqiyah Airways и Libyan Airlines. В частности, в результате обстрела пострадали семь самолётов Ливийской авиалинии. В декабре 2014 года Европейский союз запретил все полеты Libyan Airlines (наряду с 6 другими ливийскими авиакомпаниями) в европейском небе, сославшись на продолжающиеся конфликты как на серьёзную угрозу безопасности.

### Текущий флот

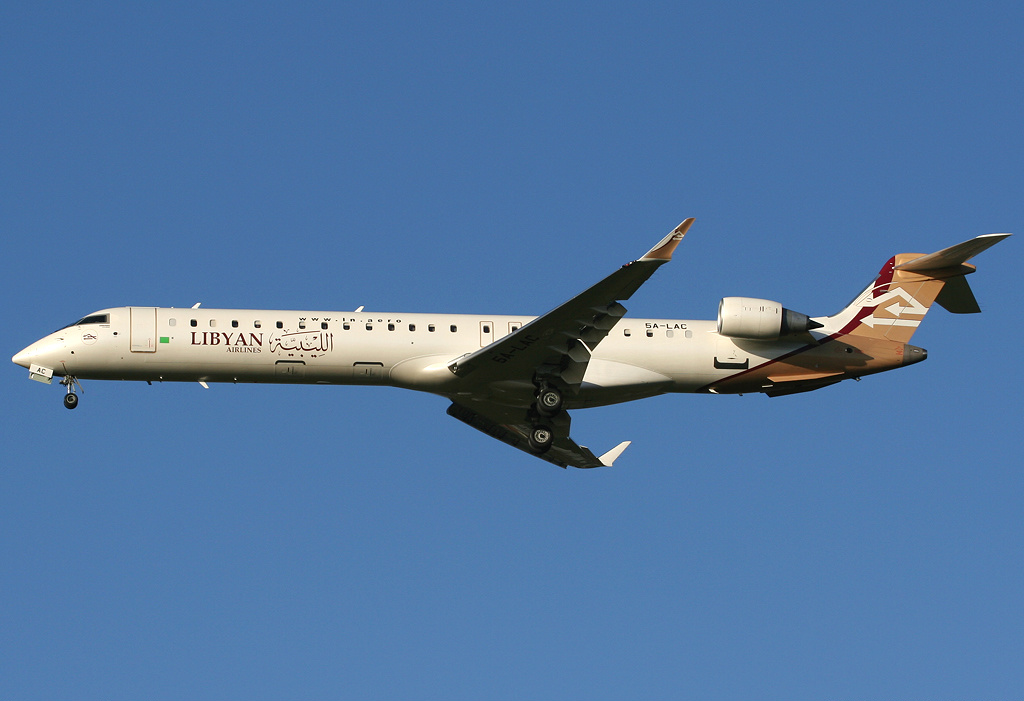
CRJ-900 Libyan Airlines заходит на посадку в аэропорту Манчестера, 2008 год.

По состоянию на август 2019 года флот Libyan Airlines состоит из следующих самолётов:

### Ранее эксплуатировавшиеся

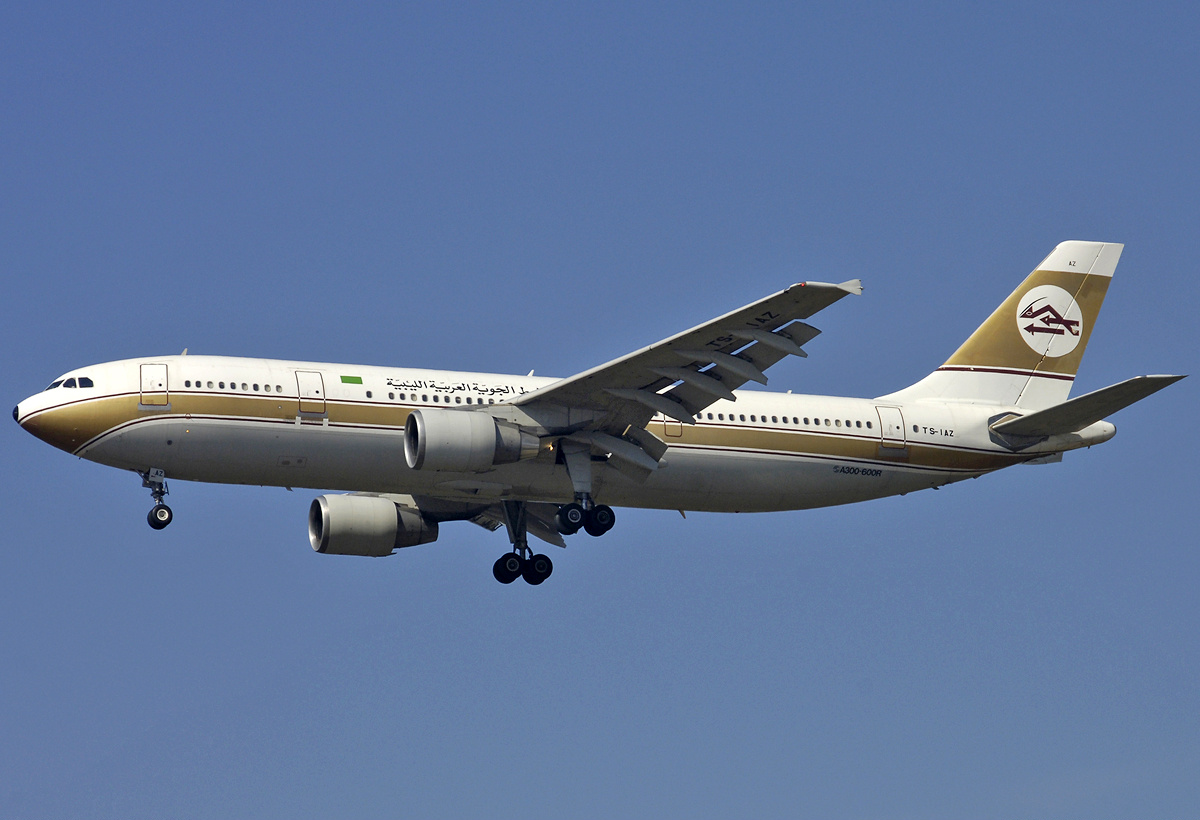
Airbus A300-600R Libyan Arab Airlines заходит на посадку в Аэропорту Рим-Фьюмичино, 2006.

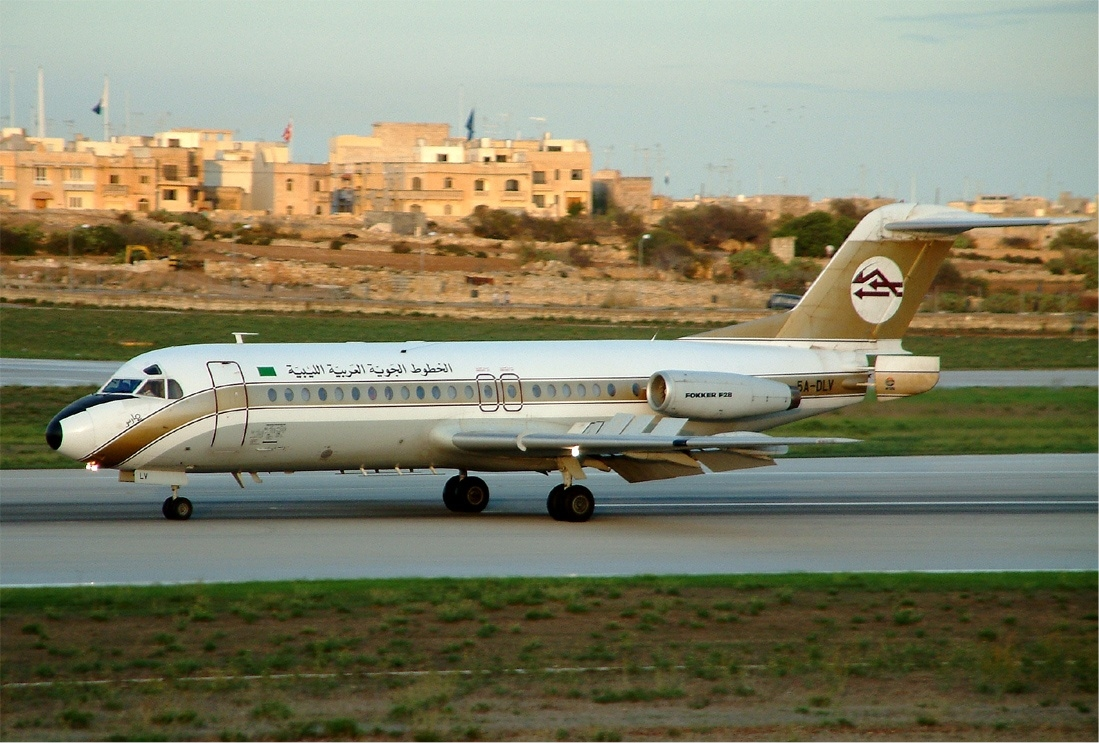
Fokker F28 Fellowship Libyan Arab Airlines в аэропорту Мальты, 2002 год.

На протяжении многих лет компания эксплуатировала следующие типы самолётов:

## Происшествия и катастрофы

### Катастрофы
- 21 февраля 1973 года около 14:10 по местному времени Boeing 727-200 (регистрационный номер 5A-DAH), выполняя рейс 114 Триполи-Каир, был сбит израильским истребителем, которые его восприняли за египетский штурмовик. Из 113 человек на борту только один член экипажа и четыре пассажира пережили последующую аварийную посадку в пустыне недалеко от Исмаилии.
- 2 декабря 1977 года самолёт Ту-154 (регистрационный номер LZ-BTN), который был зафрахтован ливийскими арабскими авиалиниями у Balkan Bulgarian Airlines для выполнения рейса в хадж из Джидды в Бенгази, разбился возле международного аэропорта Бенина из-за отсутствия топлива. Самолёт кружил над аэропортом, потому что не мог приземлиться из-за густого тумана, а альтернативная посадочная полоса не могла быть достигнута вовремя. 59 из 159 пассажиров погибли в результате аварии, при этом все шесть членов экипажа выжили.
- 22 декабря 1992 года рейс 1103 Libyan Arab Airlines разбился при приближении к международному аэропорту Триполи. Официальная версия правительства заключалась в том, что он столкнулся с МиГ-23 ВВС Ливии над Триполи. Оба самолёта разбились, в результате чего погибли все 157 человек на борту «Боинга», но два пилота МиГ-23 благополучно катапультировались. Является крупнейшей авиакатастрофой в Ливии.

### Проишествия
- 28 ноября 1981 года самолёт Fokker F27 Friendship Ливийских арабских авиалиний (регистрационный номер 5A-DBE) был поврежден и не подлежал ремонту в результате вынужденной посадки в пустыне недалеко от Куфры, которая стала необходимой из-за того, что у самолёта закончилось топливо.
- 6 июня 1989 г. у самолёта LAA Fokker F27 (регистрационный номер 5A-DDV) произошёл отказ двигателя вскоре после взлета с аэродрома Целла для полета в Триполи. Экипаж попытался вернуться на аэродром, но вместо этого был вынужден совершить вынужденную посадку в пустыне, во время которой самолёт получил серьёзные повреждения. 36 пассажиров и трое членов экипажа выжили.
- 7 декабря 1991 года Boeing 707 (регистрационный номер 5A-DJT) разбился при взлете в международном аэропорту Триполи. 189 пассажиров и 10 членов экипажа на борту не погибли.

### Экстренные посадки
- 6 июля 1976 года во время полета из Триполи в Бенгази был угнан самолёт Boeing 727 LAA и вынужден приземлиться в аэропорту Пальма-де-Майорка, где преступник сдался.
- 24 августа 1979 года ещё один Boeing 727 был вынужден отклониться от маршрута Бенгази-Триполи и приземлиться в Ларнаке.
- 16 октября того же года внутренний рейс из Хуна в Триполи был угнан тремя пассажирами, которые вынудили Fokker F27 Friendship (регистрационный номер 5A-DDU) отправиться на Мальту. После двух дней нахождения на земле в аэропорту Лука преступники сдались.
- 7 декабря 1981 года самолёт ЛАА из Цюриха в Триполи был угнан тремя людьми, которые таким образом хотели освободить заключенных. Боинг 727 был доставлен в Бейрут, где виновные сдались.
- 20 февраля 1983 г. был угнан Boeing 727 (регистрационный номер 5A-DII), выполнявший рейс 484 из Сабхи в Бенгази. Два угонщика Boeing 727 (регистрационный номер 5A-DII) сели на Мальте и сдались через три дня.
- Также в 1983 году, 22 июня, во время полета из Афин в Триполи два человека потребовали, чтобы его доставили в Иран, был угнан самолёт Boeing 707 LAA. В ходе переговоров самолёт был доставлен в Рим и Ларнаку, где угонщики сдались.